# Kategoria e parë 1998/99
Die Kategoria e parë 1998/99 war die 51. Spielzeit der zweithöchste albanische Fußballliga und die erste unter diesem Namen.

## Modus
24 Mannschaften spielten in vier Gruppen jeweils dreimal gegeneinander. Die vier Gruppensieger ermittelten im K.-o.-System einen Aufsteiger für die Kategoria Superiore.

## Abschlusstabellen

### Gruppe A
| Pl. | Verein              | Sp. | S  | U | N  | Tore    | Diff. | Punkte |
| --- | ------------------- | --- | -- | - | -- | ------- | ----- | ------ |
| 1.  | KS Besëlidhja Lezha | 15  | 14 | 1 | 0  | 035:700 | +28   | 43     |
| 2.  | KS Porto Shëngjin   | 15  | 11 | 2 | 2  | 033:120 | +21   | 35     |
| 3.  | SK Shkodra          | 15  | 7  | 3 | 5  | 029:240 | +5    | 24     |
| 4.  | KS Përparimi Kukësi | 15  | 2  | 5 | 8  | 010:230 | −13   | 11     |
| 5.  | KS Korabi Peshkopi  | 15  | 1  | 5 | 9  | 011:290 | −18   | 08     |
| 6.  | KS Iliria           | 15  | 1  | 2 | 12 | 010:330 | −23   | 05     |

Platzierungskriterien: 1. Punkte – 2. Direkter Vergleich (Punkte, Tordifferenz, geschossene Tore) – 3. Tordifferenz – 4. geschossene Tore

### Gruppe B
| Pl. | Verein                 | Sp. | S  | U | N  | Tore    | Diff. | Punkte |
| --- | ---------------------- | --- | -- | - | -- | ------- | ----- | ------ |
| 1.  | KS Albpetrol Patos (A) | 15  | 11 | 1 | 3  | 040:130 | +27   | 34     |
| 2.  | KS Albanët Tirana      | 15  | 9  | 3 | 3  | 033:130 | +20   | 30     |
| 3.  | KS Kastrioti Kruja     | 15  | 9  | 3 | 3  | 036:200 | +16   | 30     |
| 4.  | KF Durrësi             | 15  | 2  | 6 | 7  | 014:270 | −13   | 12     |
| 5.  | KF Erzeni Shijak       | 15  | 2  | 4 | 9  | 023:410 | −18   | 10     |
| 6.  | KS Eorest Kamëz (N)    | 15  | 2  | 3 | 10 | 019:510 | −32   | 09     |

Platzierungskriterien: 1. Punkte – 2. Direkter Vergleich (Punkte, Tordifferenz, geschossene Tore) – 3. Tordifferenz – 4. geschossene Tore

| (A) | Absteiger aus der Kategoria e Parë 1997/98 |
| (N) | Neuaufsteiger                              |

### Gruppe C
| Pl. | Verein                 | Sp. | S  | U | N  | Tore    | Diff. | Punkte |
| --- | ---------------------- | --- | -- | - | -- | ------- | ----- | ------ |
| 1.  | KF Naftëtari Kuçova    | 15  | 10 | 3 | 2  | 030:140 | +16   | 33     |
| 2.  | KS Sopoti Librazhd (A) | 15  | 9  | 2 | 4  | 021:160 | +5    | 29     |
| 3.  | KS Pogradeci           | 15  | 7  | 3 | 5  | 028:210 | +7    | 24     |
| 4.  | KS Plugu               | 15  | 5  | 5 | 5  | 025:240 | +1    | 20     |
| 5.  | KS Egnatia Rrogozhina  | 15  | 4  | 3 | 8  | 018:270 | −9    | 15     |
| 6.  | KF Divjaka (N)         | 15  | 0  | 4 | 11 | 016:360 | −20   | 04     |

Platzierungskriterien: 1. Punkte – 2. Direkter Vergleich (Punkte, Tordifferenz, geschossene Tore) – 3. Tordifferenz – 4. geschossene Tore

| (A) | Absteiger aus der Kategoria e Parë 1997/98 |
| (N) | Neuaufsteiger                              |

### Gruppe D
| Pl. | Verein                       | Sp. | S  | U | N  | Tore    | Diff. | Punkte |
| --- | ---------------------------- | --- | -- | - | -- | ------- | ----- | ------ |
| 1.  | KS Shqiponja Gjirokastra (A) | 15  | 13 | 1 | 1  | 030:400 | +26   | 40     |
| 2.  | KF Tepelena                  | 15  | 11 | 1 | 3  | 043:140 | +29   | 34     |
| 3.  | KF Minatori Memaliaj         | 15  | 6  | 1 | 8  | 014:160 | −2    | 19     |
| 4.  | Bistrica Delvina             | 15  | 3  | 4 | 8  | 008:180 | −10   | 13     |
| 5.  | KF Butrinti Saranda          | 14  | 3  | 3 | 8  | 011:320 | −21   | 12     |
| 6.  | KS Gramozi Erseka            | 14  | 2  | 2 | 10 | 013:350 | −22   | 08     |

Platzierungskriterien: 1. Punkte – 2. Direkter Vergleich (Punkte, Tordifferenz, geschossene Tore) – 3. Tordifferenz – 4. geschossene Tore

| (A) | Absteiger aus der Kategoria e Parë 1997/98 |

## Play-off-Meisterschaft

### Halbfinale
|                          | Ergebnis |                     |
| ------------------------ | -------- | ------------------- |
| KS Albpetrol Patos       | 1:0      | KF Naftëtari Kuçova |
| KS Shqiponja Gjirokastra | 2:1      | KS Besëlidhja Lezha |

### Finale
|                          | Ergebnis |                    |
| ------------------------ | -------- | ------------------ |
| KS Shqiponja Gjirokastra | 1:0      | KS Albpetrol Patos |